# La Casa Roja (Sant Pere de Ribes)
La Casa Roja és una obra de Sant Pere de Ribes (Garraf) protegida com a Bé Cultural d'Interès Local.

## Descripció
Casa situada en una vinya al sud de la urbanització de Can Lloses - Can Marcer. És un edifici de petites dimensions de planta rectangular, entorn el qual hi ha diverses dependències agrícoles. Consta de planta baixa i pis i té la coberta a una sola vessant. Al frontis hi ha dues obertures d'arc pla arrebossat per pis. La resta de façanes no presenten obertures. A la façana de ponent hi ha adossat un cobert d'un sol nivell d'alçat, com ho són els cossos més moderns que es disposen davant de la façana. El parament dels murs és de tàpia a la façana principal, revestida amb morter, i de pedra lligada amb argamassa a la resta.